# دافيدي ريبلين
دافيدي ريبلين (بالإيطالية: Davide Rebellin)‏ مواليد 9 أغسطس 1971 في إيطاليا، هو دراج إيطالي في صنف سباق الدراجات على الطريق. شارك في دورة الألعاب الأولمبية الصيفية.

## سباقات أو مراحل فاز بها
- طواف سويسرا
- طواف إيطاليا

## روابط خارجية
- دافيدي ريبلين على موقع الاتحاد الدولي للدراجات (الإنجليزية)
- دافيدي ريبلين على موقع أرشيف الدراجات (الإنجليزية)
- دافيدي ريبلين على موقع إحصائيات الدراجات الإحترافية (الإنجليزية)
- دافيدي ريبلين على موقع نسبة الدراجات (الإنجليزية)
- دافيدي ريبلين على موقع CycleBase (الإنجليزية)
- دافيدي ريبلين على موقع أوليمبيديا (الإنجليزية)
- دافيدي ريبلين على موقع اللجنة الأولمبية الإيطالية (الإيطالية)